# Marquesado de Tabalosos
El Marquesado de Tabalosos es un título nobiliario español creado el 5 de marzo de 1775 por el rey Carlos III a favor de Eugenio Fernández de Alvarado y Perales, teniente general de los Reales Ejércitos, mariscal de Campo, comandante general de las Islas Canarias, presidente de la Real Audiencia. 
Eugenio Fernández de Alvarado, era hijo de Eugénio Frenández de Alvarado y Colomo, gobernador de Popayán y de Callao y de su esposa María Catalina de Perales y Hurtado de Chaves, IV condesa de Cartago.
El Marquesado de Tabalosos se concedió con el vizcondado previo de Dos Torres.

## Marqueses de Tabalosos
|                                 | Titular                                         | Periodo                 |
| Creación por Carlos III         | Creación por Carlos III                         | Creación por Carlos III |
| ------------------------------- | ----------------------------------------------- | ----------------------- |
| I                               | Eugenio Fernández de Alvarado y Perales         | 1775-1780               |
| II                              | Eugenio Fernández de Alvarado y Lezo            | 1780- ?                 |
| Rehabilitación por Alfonso XIII |                                                 |                         |
| III                             | José Javier de Barcáiztegui y Manso             | 1904-                   |
| IV                              | María de la Concepción de Barcáiztegui y Uhagón |                         |
| V                               | Francisco Javier de Barcáiztegui y Rezola       | 2003-actual titular     |

## Historia de los Marqueses de Tabalosos
- Eugenio Fernández de Alvarado y Perales (1715-1780), I marqués de Tabalosos.

1. Casó con Ignacia de Lezo y Pacheco, hija de Blas de Lezo y Olabarrieta. le sucedió su hijo:

- Eugenio Fernández de Alvarado y Lezo, II marqués de Tabalosos.

Rehabilitado en 1904 por:
- José Javier de Barcáiztegui y Manso, III marqués de Tabalosos, IV conde del Llobregat.

1. Casó con María del Socorro de Uhagón y Barrio. Le sucedió, en 1935, su hija:

- María de la Concepción de Barcáiztegui y Uhagón, IV marquesa de Tabalosos.

1. Casó con Ramón de Lardizábal y Silva. Fue su hermano:

Íñigo de Barcáiztegui y Uhagón (n. en 2002), V conde del Llobregat, III marqués de Laurencín, V vizconde de Monserrat (este vizcondado lo rehabilitó a su favor en 1985 y es independiente del vizcondado de Montserrat. Casó con Carmen Rezola y Lizariturry, que fueron padres de:
- Francisco Javier de Barcáiztegui y Rezola, (sobrino de la cuarta marquesa y nieto del tercer marqués), V marqués de Tabalosos (desde 2003), VI conde del Llobregat.

1. Casó con María de los Dolores Quiroga y Sartorius.